# TSG-6
TSG-6‏ (TNF alpha induced protein 6) هوَ بروتين يُشَفر بواسطة جين TSG-6 في الإنسان.